# 悠久山公園
悠久山公園（ゆうきゅうざんこうえん）は、新潟県長岡市に所在する悠久山に設置された都市公園である。

## 概要

### 起源

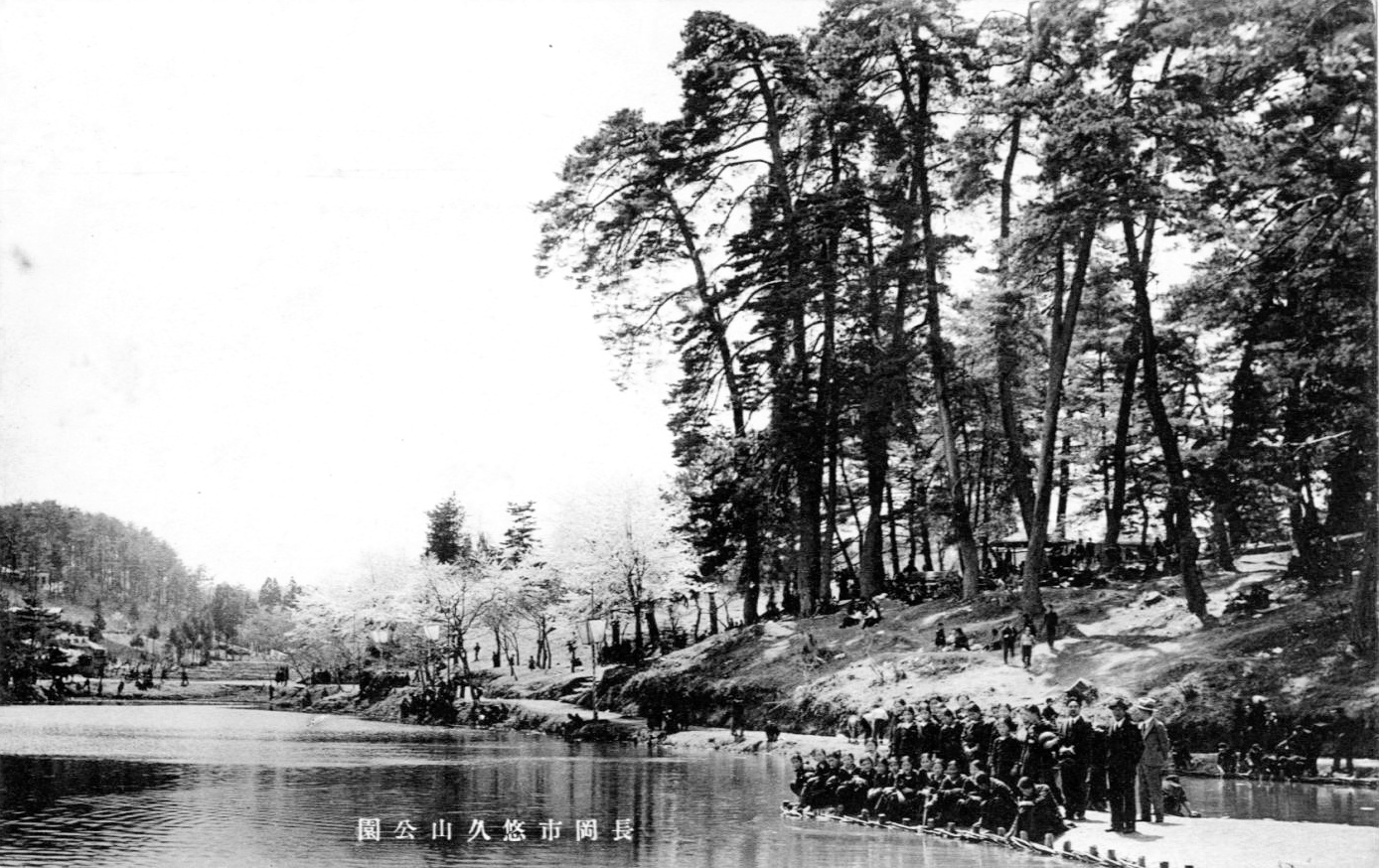
昭和初期の園内

大正6年（1917年）、長岡開府300年祭挙行を機会に公園化を決定し、蒼柴神社社地2万坪と令終会（宝田石油社長の山田又七ら60歳以上の市民有志により長岡の将来のために結成された会）の寄付5万坪を寄付されて大正8年（1919年）に開園した。
悠久山には、蒼柴神社の祭神で長岡藩3代目藩主の牧野忠辰が桜を愛好したことにちなみ、開園以前から多数の桜が植えられており、春を迎えると満開になる。この桜は千本桜とも呼ばれる。

### 再整備
2020年度から5カ年計画による再整備が始まり、老木化した桜の植え替え、トイレや散策路のリニューアルが行われた。2022年度からは石碑周辺の整備が行われる。

## 公園内の施設

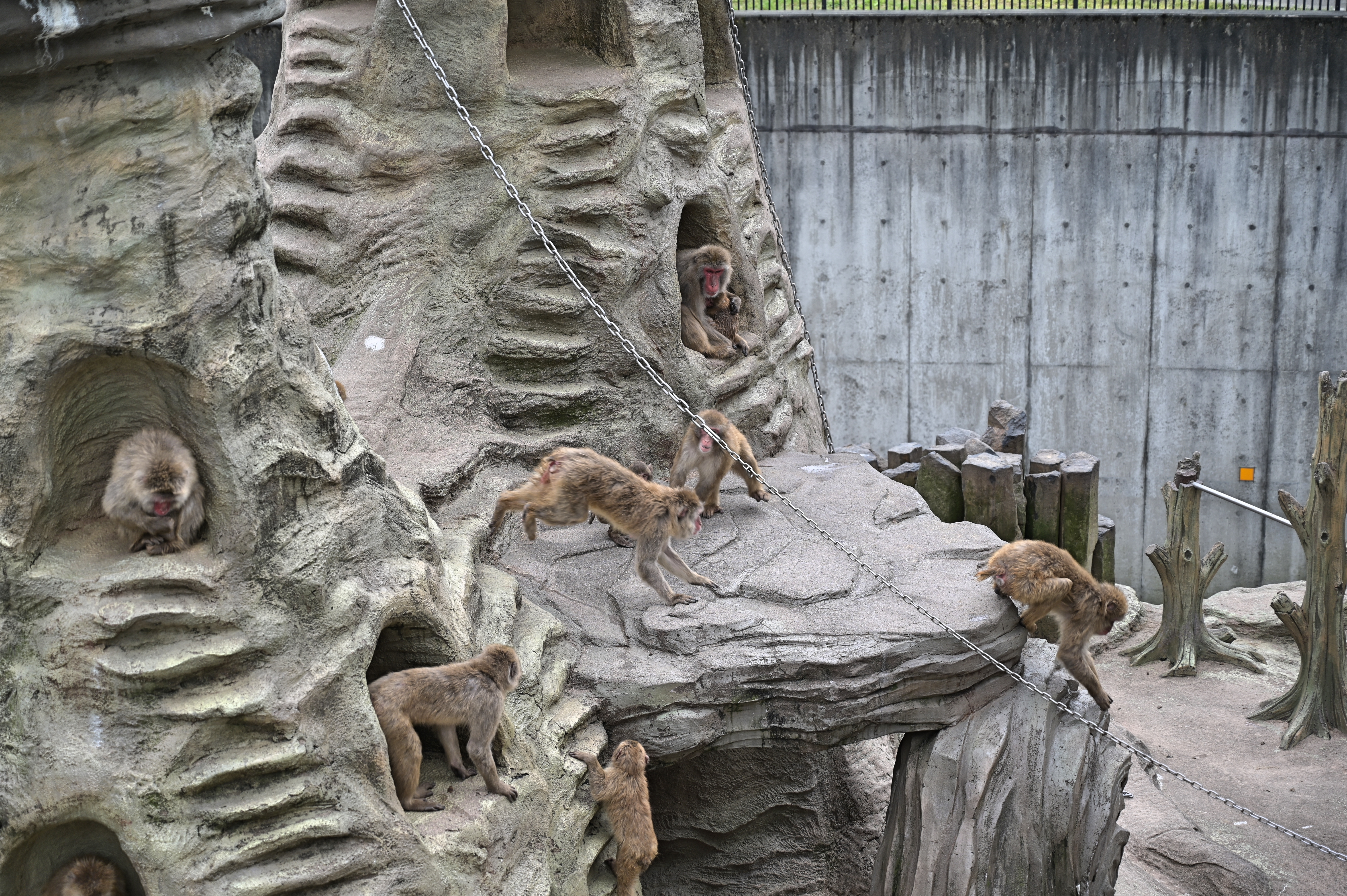
サル山

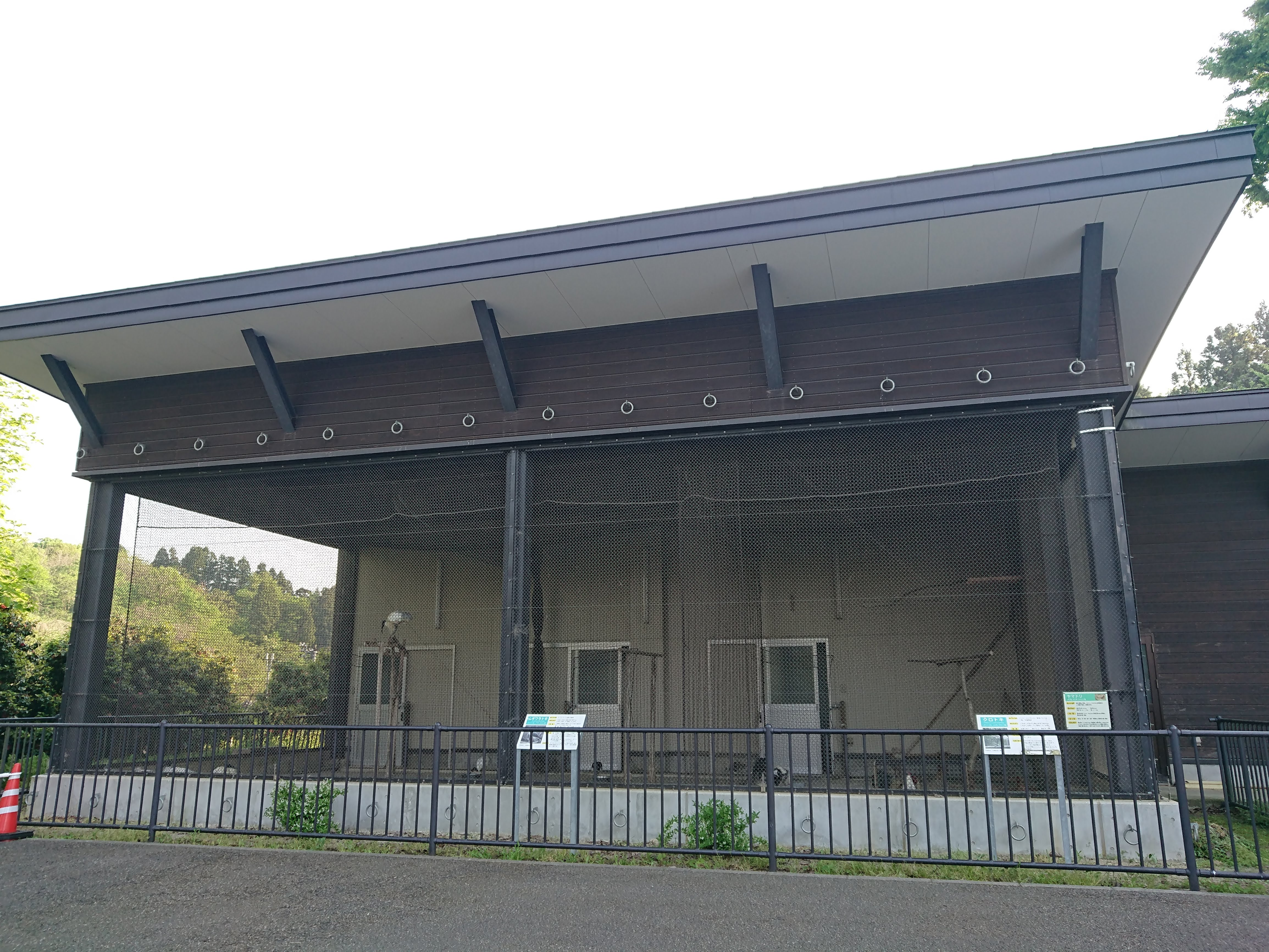
クロトキの飼育小屋

- 瓢箪池
- 泉翠池
- 菖蒲園
- 鷺山
- 松山

- 長岡市郷土史料館

1968年（昭和43年）に開館。建物の形は城を形どっているが、長岡城本丸があったのは現在の長岡駅の場所である。
- 子供の遊び場
- 長岡市悠久山小動物園

1951年、長岡市立科学博物館の「生き物の生態展示」の一環として開園。ニホンザル（サル山）、コハクチョウなどを飼育している他、2008年からはトキの分散飼育事業の一環で、近縁種のクロトキの飼育を手掛けている。
- 自由広場

### 公園内の碑

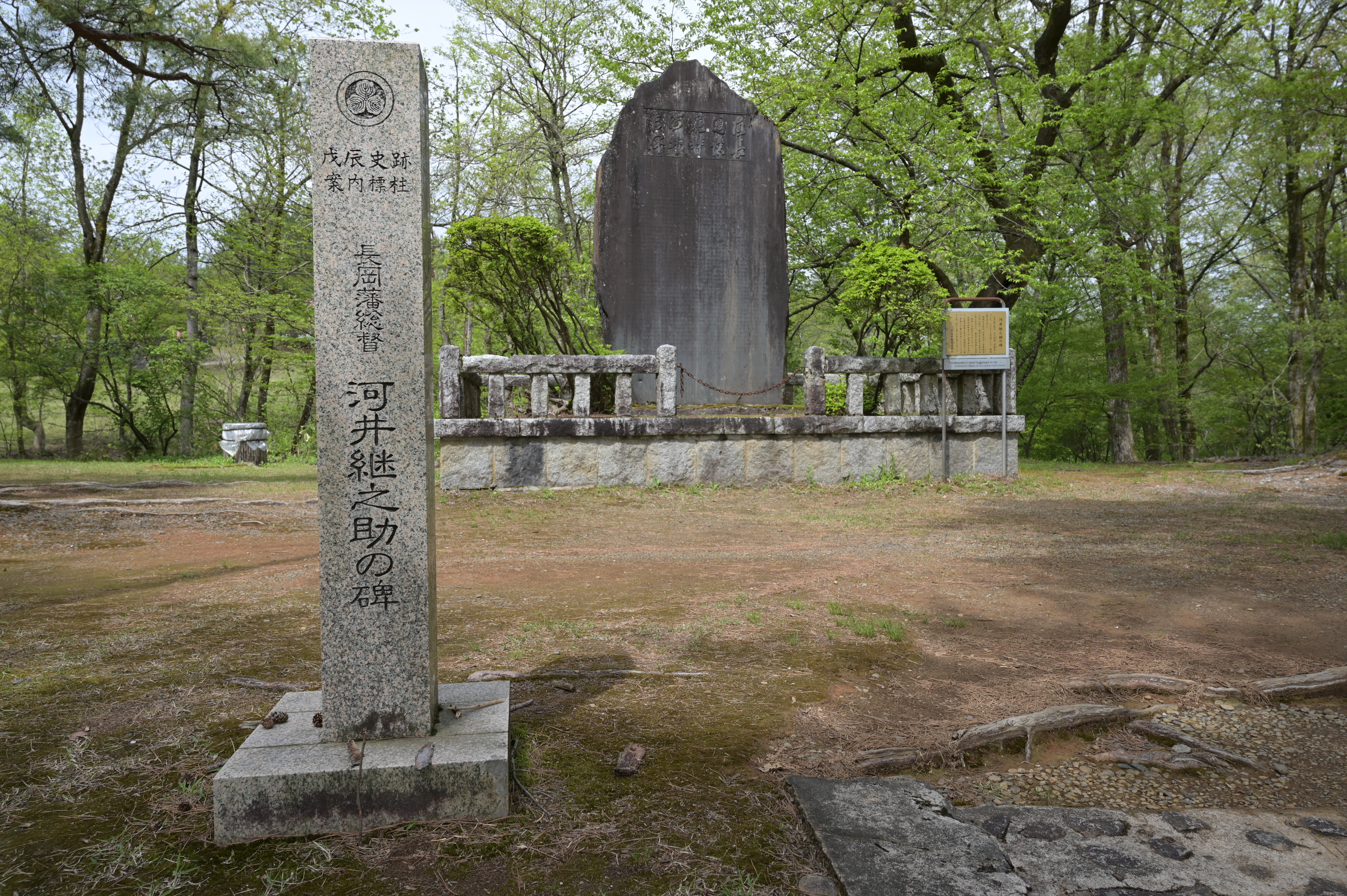
河井継之助の碑

園内には長岡に関連する碑が数多くある（長岡市発行の悠久山散策MAPに位置といわれの記述あり）。
- 長岡開府三百年記念碑
- 井上井月句碑
- 長屋定平の碑
- 長岡藩刀隊・槍隊の碑（戊辰刀隊戦没諸士碣銘碑、戊辰槍隊戦没諸士碣碑）
- 悠久山神祠碑
- 渡辺廉吉の碑
- 山本帯刀の碑
- 福島甲子三の碑 ‐ 福島甲子三（1858-1940）は長岡出身の実業家。長岡藩の下級武士・鬼頭少山の子で、渡辺廉吉の東京の家に寄宿して外国語を学んだのち、福島家の養子となり、千葉県庁、東京府庁の役人を経て東京水力電気支配人、東京瓦斯支配人、同取締役、川崎瓦斯取締役、水戸瓦斯社長を歴任の傍ら、私立日本女子美術学校を経営再建して東京市へ寄贈、その後宝田石油、京城電気、青島洋行、日仏シトロエン自動車などの役員を務めた。兄にニューヨーク副領事やバンクーバー領事代理を務めた鬼頭悌二郎、叔父に八丁沖で河井継之助を助けた鬼頭熊次郎がいる。[8][9]
- 白狗の碑
- 病翁（小林虎三郎）碑
- 鵜殿春風（鵜殿団次郎）の碑
- 星野嘉保子の碑
- 三島億二郎の碑（三島君碑）
- 令終会の碑
- 小沢空軒（錦十郎）の碑
- 小林銀汀句碑
- 三宅正一胸像
- 河井継之助の碑（故長岡藩総督河井君碑）
- 松岡譲文学碑
- 堀口大學添文碑

## 周辺施設
- 長岡市悠久山野球場

- 長岡市悠久山プール（2023年3月31日閉鎖[10]）
- ダイエープロビスフェニックスプール

このほか、1951年から1978年まで悠久山公園の一郭に長岡市立科学博物館が所在した（移転を繰り返し、現在は長岡市幸町にある）。同館は「総合博物館」として同公園内に再移転する計画もあった。

## 交通アクセス
- 越後交通「悠久山」バス停（東長岡営業所）より東へ約750m[16]（徒歩：約9分[16]）

（1973年までは越後交通栃尾線の終着駅、悠久山駅が公園に隣接していた）